# Javier Rojas
Javier Rojas Iguaro (Santa Cruz de la Sierra, 14 gennaio 1996) è un calciatore boliviano, portiere dell'Palmaflor del Trópico e della nazionale boliviana.

## Carriera

### Club
Ha militato nella massima serie boliviana.

### Nazionale
Viene convocato per la Copa América 2019.